# Paru
Paru – rzeka w Ameryce Południowej w Brazylii, w stanie Pará. Liczy 595 km długości. Rzeka wypływa na Wyżynie Gujańskiej, a uchodzi do rzeki Amazonki.
W dolnym biegu rzeka jest żeglowna na długości 80 km.